# الراديكاليون الإيطاليون
الراديكاليون الإيطاليون، هو حزب سياسي ليبرالي في إيطاليا.
تأسس الحزب (وكان دانييل كيبزون أول أمين له) في 14 يوليو عام 2011، وهو الآن عضو في حرب تحالف الليبراليين والديمقراطيين من أجل أوروبا. كان حزب الراديكاليون الإيطاليون سابقًا عضوًا كامل العضوية في اتحاد الليبرالية الدولية.
يصف الحزب نفسه بأنه «ليبراليه، وليبراليستا، وليبرتاريو»، إذ تشير كلمة ليبراليه إلى الليبرالية السياسية، وكلمة ليبراليستا إلى الليبرالية الاقتصادية، بينما تشير كلمة ليبرتاريو إلى شكل من أشكال الليبرالية الثقافية المتعلقة بالقضايا الأخلاقية والاجتماعية. «لا يشارك الحزب في الانتخابات في صفته الحالية» بحسب ما جاء في دستوره.
تجسد هدف الحزب بين عامي 2001 و2017 في تمثيل القسم الإيطالي من الحزب الراديكالي عبر الوطني (تي. آر. بّي.) باعتباره استكمالًا للحزب الراديكالي الذي تأسس في عام 1955 على يد الجناح اليساري للحزب الليبرالي الإيطالي وجدده ماركو بانيلا في ستينيات القرن العشرين. لا يستطيع الحزب الراديكالي المشاركة في الانتخابات الوطنية بموجب القانون، وذلك نظرًا لتحوله إلى منظمة غير حكومية تعمل بشكل رئيسي على مستوى الأمم المتحدة، الأمر الذي دفع اعضاءه الإيطاليين إلى تنظيم أنفسهم في قائمة بانيلا الانتخابية بين عامي 1992 و1999 وثم قائمة بونينو الانتخابية حتى عام 2001، أي في سنة تشكيلهم لحزب الراديكاليون الإيطاليون. انفصل الحزب الراديكالي عبر الوطني عن حزب الراديكاليون الإيطاليون نهائيًا في عام 2017.
نشر الحزب صحيفتين، وهما كواديرني راديكالي ونوتيتزي راديكالي، وكانت راديو راديكالي المحطة الإذاعية الرسمية للحزب. منحت مجلة إيتاليا أوغي هذه المحطة جائزة «أفضل مذيع إذاعي متخصص» في ديسمبر عام 2008.

## نبذة تاريخية

### نبذة عامة

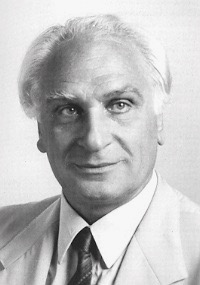
زعيم الحزب الراديكالي السابق ماركو بانيلا

اعتبر الحزب الراديكالي بمثابة حركة يسارية ليبرالية إيطالية لفترة طويلة من الزمن، وغالبًا ما وصف الحزب نفسه بأنه المعارضة الأكثر تطرفًا للمؤسسة السياسية الإيطالية. حصل سيلفيو برلسكوني على دعم الراديكاليين -الذين كانوا حينها جزءًا من قائمة بانيلا- عند دخوله الساحة السياسية في عام 1994، إذ استطاع برلسوكني جذب انتباههم من خلال أفكاره الليبرالية الاقتصادية، لكنهم لم ينخرطوا بشكل مباشر في حكومته الأولى اليمينية الوسطية (1994–1995)، آملين حدوث «ثورة ليبرالية» مقاومة للمؤسسة السياسية المحافظة والدولة الممثلة بالأحزاب التقليدية.
لم تستمر العلاقة بين الراديكاليين وبرلسكوني فترةً طويلةً، إذ انضم إلى حلفاء برلسكوني مجموعات محافظة اجتماعيًا غير متوافقة مع الأفكار الليبرالية الثقافية للراديكاليين. حصلت قائمة بونينو الانتخابية على 8.7% من الأصوات وسبعة عضويات في البرلمان الأوروبي في انتخابات البرلمان لعام 1999، بما في ذلك إيما بونينو وماركو بانيلا وماركو كاباتو وبينيدينو ديلا فيدوفا. وفي المقابل، لم يتمكن الراديكاليون من الاستفادة من هذا النجاح الانتخابي لتحقيق أثر سياسي أكثر استقرارًا، الأمر الذي يظهر جليًا في الانتخابات اللاحقة.

### الطريق إلى الحزب الجديد
لم يوافق الراديكاليون على اقتراح برلسكوني المتمثل بالترحيب بهم مجددًا في دائرة اليمين الوسطي، بل شكلوا لجنة الراديكاليون من أجل الثورة الليبرالية والأمم المتحدة الأوروبية بقيادة كاباتو بعد فترة وجيزة من انتخابات عام 1999. حدث أمر مختلف تمامًا في الفترة التي سبقت الانتخابات الإقليمية لعام 2000، إذ استخدم حلفاء برلسكوني المحافظون حق النقض ضد الراديكاليين الذي أرادوا إعادة تشكيل التحالف. وبالتالي، استمر الراديكاليون في تقديم عطاءات مستقلة في معظم المناطق، ولم يحصلوا على ناخبين سوى في بيدمونت ولومباردي.
أعاد الراديكاليون تنظيم أنفسهم بصفتهم راديكاليين إيطاليين بعد هزيمتهم في الانتخابات العامة لعام 2001 (لم يحصلوا سوى على 2.3% من الأصوات ولم يتمكنوا من الحصول على أي مقاعد)، ثم انتخبوا دانييل كيبزون -الذي كان يبلغ من العمر 28 عامًا- أمينًا للحزب، واختاروا كل من ديلا فيدوفا وريتا برنارديني ولوكا كوسكيوني ليكونوا رؤساء مشتركين للحزب.
أدرك الراديكاليون أن عزلتهم هذه غير مستدامة في الفترة التي سبقت الانتخابات الإقليمية لعام 2005، لذا اتخذوا خطوةً غير مسبوقة وطلبوا الانضمام إما إلى تحالف بين الحريات اليميني الوسطي أو إلى الاتحاد اليساري الوسطي بصرف النظر عن برامجهم السياسية. رفض كلا الائتلافين طلب الراديكاليين، لكن فتحت مبادرتهم هذه آفاقًا لإعادة الحزب إلى نظام الحزب الإيطالي.

### وردة في قبضة اليد

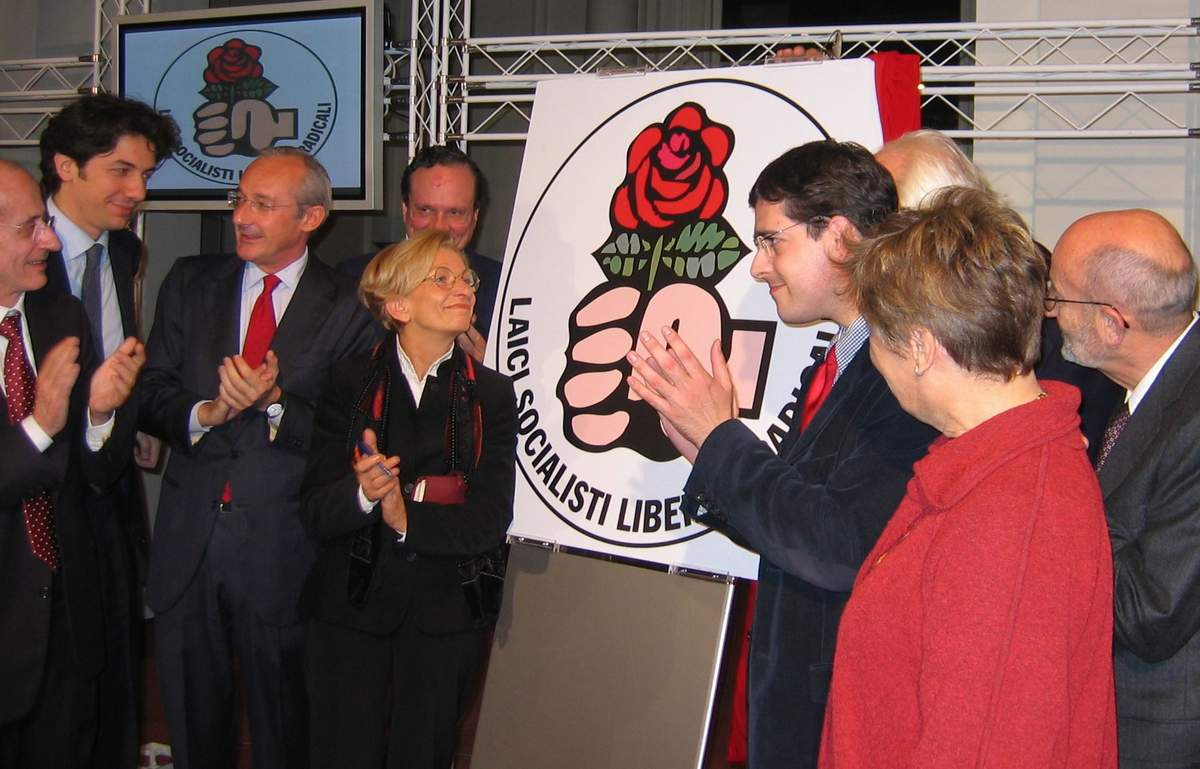
إطلاق تحالف وردة في قبضة اليد في عام 2006 (في الوسط من اليسار إلى اليمين: إنريكو بوسيلي وإيما بونينو ودانييل كيبزون

شكل الراديكاليون تحالفًا مع الاشتراكيين الديمقراطيين الإيطاليين (إس. دي. آي.) في نوفمبر عام 2005، وأصبحوا بذلك أعضاء فعليين في تحالف الاتحاد في الانتخابات العامة لعام 2006. اختير رمز الأممية الاشتراكية (بما في ذلك الاشتراكيين الديمقراطيين الإيطاليين) «وردة في قبضة اليد» -والتي أخذها الحزب الراديكالي من الحزب الاشتراكي الفرنسي- اسمًا للقائمة المشتركة. أسفر هذا القرار عن انقسام الراديكاليين الذين رغبوا في التحالف مع اليمين الوسطي، إذ أسست هذه المجموعة منهم حزب الإصلاحيين الليبراليين بقيادة ديلا فيدوفا وانضموا إلى تحالف بيت الحريات، ثم اندمجوا في نهاية المطاف في حزب فورزا إيطاليا الذي أسسه برلسكوني.
حصلت القائمة على نسبة 2.6% فقط من الأصوات في الانتخابات، وهو نسبة ضئيلة مقارنةً بالدعم الذي حصده الحزبين قبل التحالف (حصل الراديكاليون وحدهم على 2.3% في انتخابات البرلمان الأوروبي عام 2004). خسر الراديكاليون ناخبيهم في معاقلهم في الشمال لصالح حزب فورزا إيطاليا، بينما خسر الاشتراكيون دعمهم في معاقلهم الجنوبية لصالح أحزاب شجرة الزيتون. أدت بنينو اليمين بصفتها وزيرةً للشؤون الأوروبية والتجارة الدولية في حكومة برودي الثاني بعد انتهاء الانتخابات.
أجبر كيبزون على سحب ترشحه مرة أخرى لمنصب أمين الحزب بعد خلافه مع بانيلا في نوفمبر عام 2006، ليحل العضو برنارديني محله. انتقد كيبزون الحكومة بشدة بعد تلك الحادثة على الرغم من عدم انسحابه الرسمي من الحزب، وشكل اتحادًا سياسيا خاصًا به تحت اسم «قرر!»، إذ كان اتحاده هذا أقرب إلى اليمين الوسطي من اليسار الوسطي. انضم كيبزون لاحقًا إلى حزب فورزا إيطاليا وأصبح المتحدث الرسمي باسم الحزب.
حل تحالف وردة في قبضة اليد في نوفمبر عام 2007، إذ اندمج حزب الاشتراكيين الديموقراطيين الإيطاليين مع الأحزاب الاشتراكية الصغيرة لتشكيل الحزب الاشتراكي الإيطالي الحديث. وجد الراديكاليون أنفسهم أمام نقطة تحول جديدة في تاريخهم، إذ أعلن بانيلا في الفترة التي سبقت مؤتمر عام 2007 أنه يتوجب على الحزب «إعطاء الأولوية المطلقة للإصلاحات الاقتصادية والليبرالية والليبرتارية بدلًا من النضال المدني ضد سلطة الفاتيكان وقوتها وغطرستها»، إذ كان هذا النضال هدفًا محوريًا في عام 2006. لم يقصد بانيلا بتصريحه هذا حدوث أي مصالحة من اليمين الوسطي.